# Кіндзерявий-Пастух Яків Ількевич
Кіндзерявий-Пастух Яків Ількевич (*23 жовтня 1897, Залуга — †16 січня 1956, США) — український військовий, повстанець, релігійний діяч, настоятель церкви Покрови Діви Марії (Німеччина); сотник 1-ї кінної Гайдамацької сотні Запорозького полку ім. Янка Кармелюка Армії УНР. Кавалер ордену Хрест Симона Петлюри.

## Життєпис
Закінчив церковнопарафіяльну школу, 5 класів Кам'янецької гімназії (1916) та Новочеркаську школу прапорщиків (грудень 1916).
У «Curriculum vitae» писав:
|  | В 1918 р. в січні вступив до Української Армії, до полку кінноти ім. Янка Кармалюка, в котрому прослужив аж до кінця 1919 р., де мав рангу Сотника. В 1920 р. слухав Вищі Богословські Курси в м. Кам’янці, при Державному Українському Університеті, і в тому році служив старшиною в Українській 4-й дивізії, де втратив здібність до військової служби. З кінця 1920 р. по листопад 1921 р. брав участь в повстанні проти большевиків. 23 червня 1922 рік. Прага. Яків Кіндзе-рявий-Пастух. |
Під час інтернування в Польщі перебував у таборі в Каліші, де закінчив Українські Православні Богословські курси, по закінченню яких переїхав до Чехословаччини де був душпастирем у Карпатській Україні.
У 1926 році приїхав на Волинь де продовжив свою душпастирську працю в Ківерцях.
В 1928 році був іменований митрополитом Діонісієм до парафії у селі Чульчиці на Холмщині.
Під час Другої Світової війни був настоятелем собору Св. Богородиці у Вінниці.
Жив на Закарпатті, Холмщині, Волині та Поліссі.
Одружений з Катериною (до шлюбу Буняк).
У шлюбі народився син Сергій (*4 липня 1924 — †13 березня 2013) — в майбутньому кобзар, художник, митець, засновник Школи кобзарського мистецтва в Нью-Йорку (1950), богослов, філософ, публіцист, перекладач і священник.
З 1944 родина — в Німеччині (Баварія), в таборі для переміщених осіб в Інгольштадті.
З 1945 року перший настоятель Української Православної Церкви Покрови Діви Марії в Інгольштадті.
З 1950 року — у США.
Онучка, Ольга Сергіївна Пастухів, — бандуристка і художник, 2010 року випустила книгу про своїх батьків англійською під назвою «Мистецтво преподобного Сергія Кіндзерявого-Пастухіва», в якій надрукувала цінні фото з сімейного архіву батьків та понад 100 репродукцій його картин.